# The Cloudmaker
The Cloudmaker är ett berg i Antarktis. Det ligger i Östantarktis. Nya Zeeland gör anspråk på området. Toppen på The Cloudmaker är 3 040 meter över havet.
Terrängen runt The Cloudmaker är kuperad västerut, men österut är den bergig. The Cloudmaker är den högsta punkten i trakten. Trakten är obefolkad. Det finns inga samhällen i närheten.